# Mesoleptus unitus
Mesoleptus unitus là một loài tò vò trong họ Ichneumonidae.